# L’Hôpital-le-Mercier
L’Hôpital-le-Mercier ist eine französische Gemeinde mit 301 Einwohnern (Stand: 1. Januar 2022) im Département Saône-et-Loire in der Region Bourgogne-Franche-Comté (vor 2016 Bourgogne). Sie gehört zum Arrondissement Charolles und zum Kanton Paray-le-Monial. Die Einwohner werden Hospitois genannt.

## Geographie
L’Hôpital-le-Mercier liegt in der Landschaft Charolais an der Loire. Nachbargemeinden von L’Hôpital-le-Mercier sind Saint-Yan im Norden und Osten, Montceaux-l’Étoile im Südosten, Vindecy im Süden, Luneau im Westen und Südwesten sowie Chassenard im Westen und Nordwesten.
Im Gemeindegebiet liegt ein Großteil des Flugplatzes Saint-Yan.

## Bevölkerungsentwicklung
| Jahr                      | 1962 | 1968 | 1975 | 1982 | 1990 | 1999 | 2006 | 2011 | 2016 |
| Einwohner                 | 258  | 267  | 294  | 290  | 306  | 300  | 293  | 306  | 303  |
| Quelle: Cassini und INSEE |      |      |      |      |      |      |      |      |      |

## Sehenswürdigkeiten

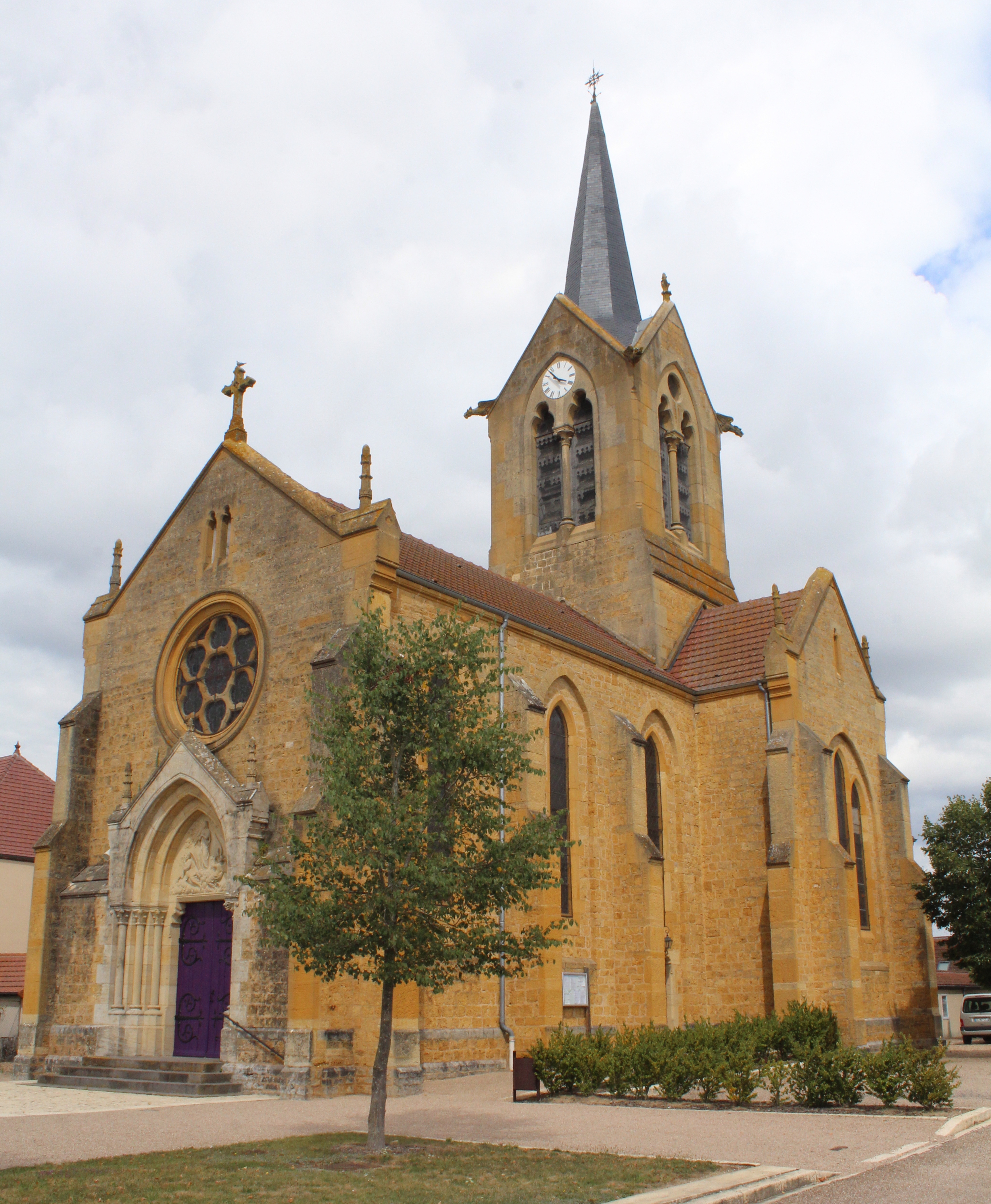
Kirche Saint-Sylvestre
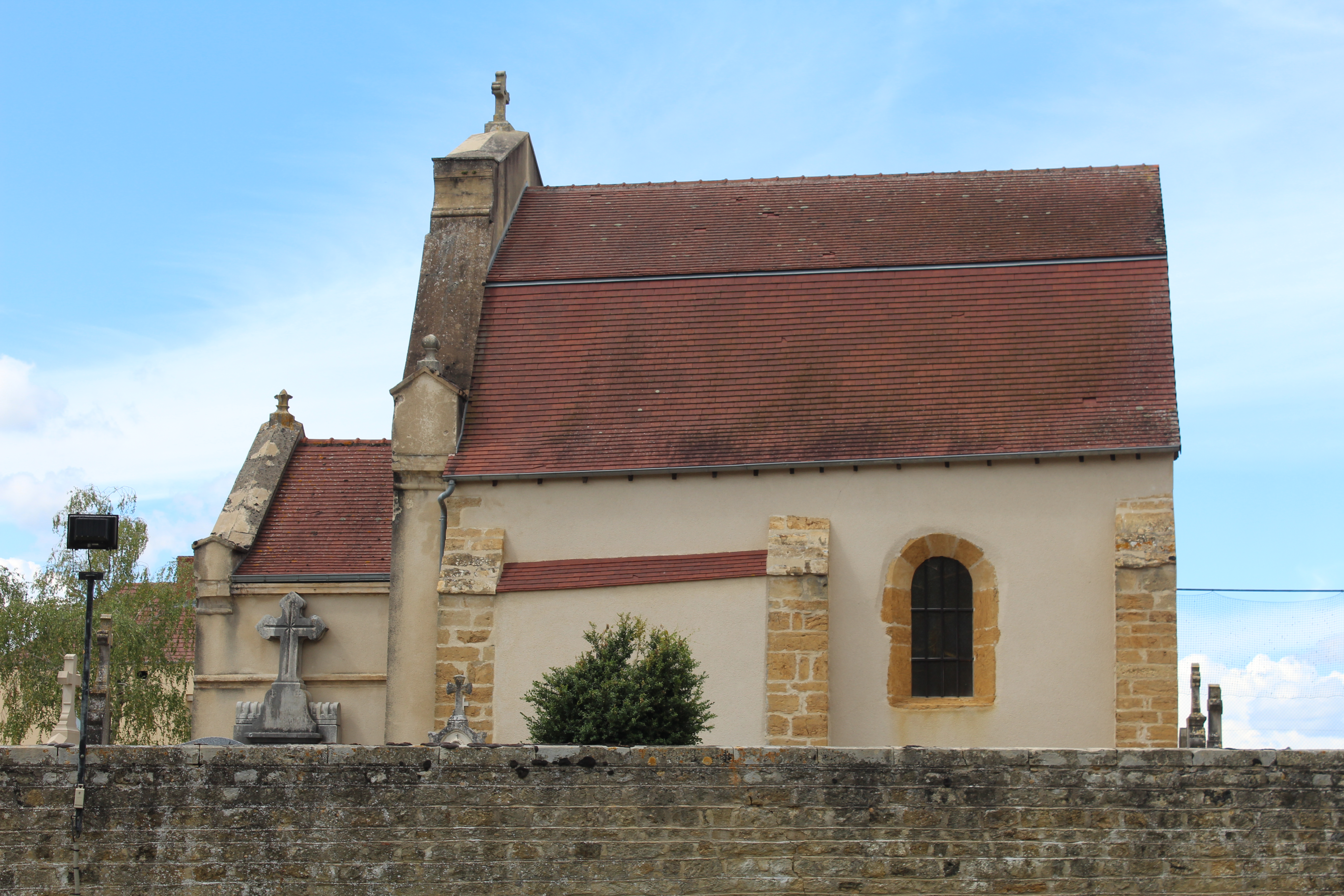
Kapelle Saint-Sylvestre

- Kirche Saint-Sylvestre
- Kapelle Saint-Sylvestre